# Chevrolet Trailblazer (2019)
O Chevrolet Trailblazer é um SUV crossover de porte compacto produzido pela General Motors sob a marca Chevrolet desde 2020. Ele está posicionado entre o Trax, um pouco menor, e o médio Equinox (segmento C).

## Visão geral
O Trailblazer foi lançado em 16 de abril de 2019, na 18ª Exposição Internacional da Indústria Automobilística de Xangai, junto do Tracker, que substituiu o Trax. O Trailblazer é voltado para mercados desenvolvidos, enquanto o Tracker é voltado para mercados emergentes. Desenvolvido pela GM Korea, o Trailblazer é montado em Incheon, na Coréia do Sul, enquanto o modelo do mercado chinês é produzido em Yantai, Xantum, na China pela SAIC-GM.
O Trailblazer fez sua estreia na América do Norte no Salão do Automóvel de Los Angeles em novembro de 2019 e as vendas começaram no início de 2020 como um veículo do ano modelo 2021. Existem cinco níveis de equipamento disponíveis: L, LS, LT, Activ e RS. Os dois últimos vinham de fábrica com escapamento duplo e recursos top de linha. Os modelos Activ e RS também apresentam teto bicolor.
Foi lançado nas Filipinas em outubro de 2021. Importado da Coreia do Sul, reutilizou notavelmente o nome do Trailblazer anterior, baseado no Colorado, que foi descontinuado no mesmo ano.
Em 16 de janeiro de 2020, o Trailblazer foi lançado na Coreia do Sul. O modelo do mercado coreano é maior em dimensão do que os Trailblazers vendidos em outros mercados, com comprimento de 4.425 mm e largura de 1.810 mm.